# بطارية قابلة للشحن

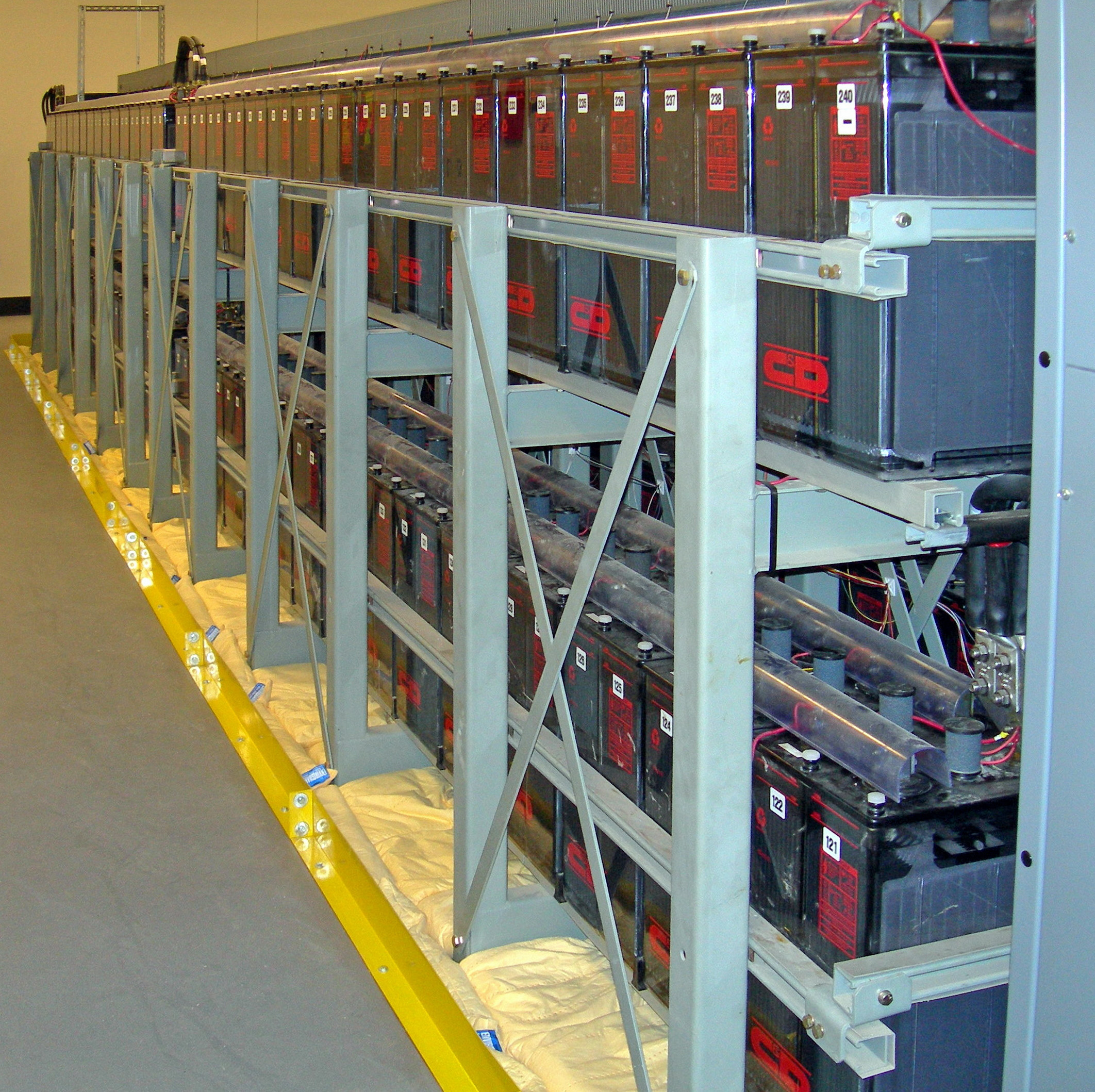
بنك بطارية يستخدم مصدر طاقة غير متقطع في مركز بيانات.

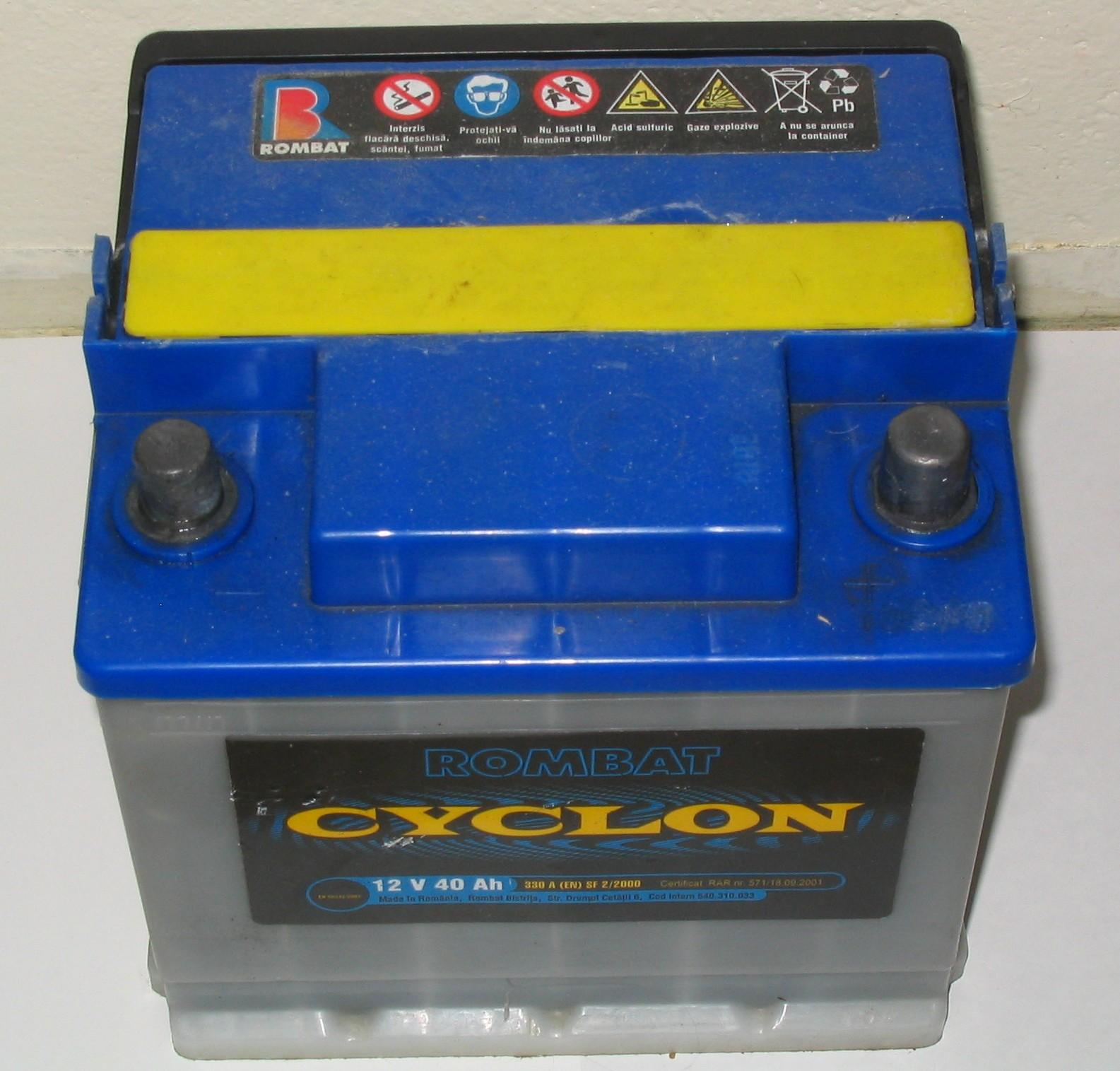
بطارية السيارة (بطارية الرصاص) 12 فولت.

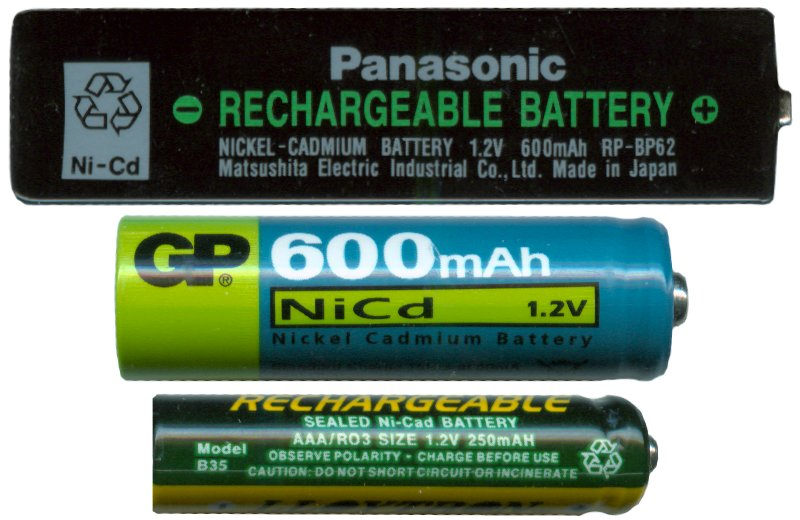
بطاريات النيكل والكادميوم القابلة لإعادة الشحن.

البطارية القابلة للشحن أو الخلية الثانوية نوع من المركمات، فهي خلية كيمياوية قادرة على اختزان الطاقة الكهربائية. في أثناء التفريغ تتفاعل المواد الكمياوية فتنطلق الطاقة الكهربائية، يكون سريان التيار الكهربائي في الاتجاه العكسي خلال الخلية يعيد المواد الكيماوية إلى حالتها الأصلية، فتشحن الخلية مرة أخرى لإطلاق الطاقة الكهربائية. وتسمى أيضاً بطارية.
أكثر أنواع هذه الخلايا استخداما نوعان:
- بطارية الرصاص التي تستخدم عادة في بدء تشغيل السيارات.
- الخلية القلوية التي تستخدم عادة في محطات الكهرباء الثانوية وفي الإنارة الاضطرارية وفي الرافعات الكهربائية.

جهد الخلايا الثانوية يكون عادة 2 فولت وتجمع عادة كل 6 خلايا لتشكل بطارية لجهد 12 فولت، أو تجمع كل 12 خلية لتشكل بطارية بجهد 24 فولت.
تتكون الخلية الحامضية الرصاصية من عدد من ألواح بيروكسيد الرصاص كطرف موجب يتخللها عدد آخر من ألواح الرصاص الأسفنجي المعزولة كطرف سالب، تغمر هذه الألواح في حامض الكبريتيك المخفف في وعاء من الزجاج أو المطاط المكلفن.
يتغير جهد الخلية في أثناء الشحن والتفريغ من 2,2 فولت عندما تكون مشحونة، وإلى 1,8 فولت عندما تكون مفرغة.
الخلايا القاعدية هناك نوعان منها:
- خلية إديسون - خلية الحديد والنيكل.
- خلية الكادميوم والنيكل.

في خلايا القاعدية يكون الإلكترولايت من الصودا الكاوية (هيدروكسيد البوتاسيوم).
يتكون اللوح الموجب في خلية الحديد والنيكل من أنابيب مثقوبة من الصلب ومطلية بالنيكل ومحشوة بطبقات من قشريات النيكل المعدنية وهيدروكسيد النيكل، أما اللوح السالب فيتكون من شبكة من الصلب مطلية بالنيكل ومحشوة بمسحوق من أوكسيد الحديد. والوعاء يكون من الصلب المحكم.
جهد الخلية 1,4 فولت عندما تكون مشحونة وينخفض إلى 1,1 فولت عندما تكون فارغة.
تتكون ألواح خلية الكادميوم والنيكل من أنابيب مثقوبة من الصلب ومطلية بالنيكل وتحتوي على هيدروكسيد النيكل بمثابة القطب الموجب، والكالسيوم بمثابة القطب السالب.
تعتبر الخلايا القاعدية أغلى ثمناً من الخلايا الحامضية وأطول عمرا كذلك، حيث يصل عمر الخلايا القاعدة إلى 25 سنة بينما الخلايا الحامضية لا يتجاوز 5 سنوات.